# Josef Stalder
Josef Stalder (6 februari 1919 - Luzern, 2 maart 1991) was een Zwitsers turner. 
Stalder won tijdens de Olympische Zomerspelen 1948 de gouden medaille aan de rekstok en de zilveren medaille in de landenwedstrijd en de bronzen medaille aan de brug. In 1950 werd Stalder wereldkampioen in de landenwedstrijd, op het paard voltige en op vloer. Stalder veroverde tijdens de Olympische Zomerspelen 1952 de zilveren medaille in de landenwedstrijd en aan de rekstok en de bronzen medaille in de meerkamp, en aan de brug. Voor zijn olympische prestaties in 1952 werd Stalder verkozen tot Zwitsers Sportpersoon van het Jaar.

## Resultaten

### Olympische Zomerspelen
| Jaar | Plaats   | Resultaten |
| ---- | -------- | --- |
| 1948 | Londen   | aan de rekstok in de landenwedstrijd aan de brug 4e in de meerkamp 16e op vloer 5e aan de ringen 8e op het paard voltige |
| 1952 | Helsinki | in de landenwedstrijd aan de rekstok in de meerkamp aan de brug 13e op sprong 11e aan de ringen 5e op het paard voltige  |

### Wereldkampioenschappen turnen
| Jaar | Plaats | Resultaten                                                               |
| ---- | ------ | ------------------------------------------------------------------------ |
| 1950 | Bazel  | in de landenwedstrijd · op het paard voltige · op vloer · aan de rekstok |
| 1954 | Rome   | aan de rekstok · op het paard voltige · in de landenwedstrijd            |

1896: Hermann Weingärtner ·
1904: Anton Heida, Edward Hennig ·
1924: Leon Štukelj ·
1928: Georges Miez ·
1932: Dallas Bixler ·
1936: Aleksanteri Saarvala ·
1948: Josef Stalder ·
1952: Jack Günthard ·
1956: Takashi Ono ·
1960: Takashi Ono ·
1964: Boris Sjachlin ·
1968: Akinori Nakayama, Mikhail Voronin ·
1972: Mitsuo Tsukahara ·
1976: Mitsuo Tsukahara ·
1980: Stojan Deltsjev ·
1984: Shinji Morisue ·
1988: Vladimir Artemov, Valery Ljoekin ·
1992: Trent Dimas ·
1996: Andreas Wecker ·
2000: Aleksej Nemov ·
2004: Igor Cassina ·
2008: Zou Kai ·
2012: Epke Zonderland ·
2016: Fabian Hambüchen ·
2020: Daiki Hashimoto · 
2024: Shinnosuke Oka